# II. Félix (ellenpápa)
II. Félix (? – 365. november 22.) ellenpápaként léphetett a legfőbb egyházi méltóságba. Miután a milánói zsinaton II. Constantius római császár alá akarta íratni a keresztény egyház legfőbb vezetőivel azt a dokumentumot, amelyben Alexandriai Atanázt elítélik, és elfogadják az arianista tanokat. Ezt Libériusz pápa megtagadta, és ezzel kiváltotta a császár haragját. Miután 355-ben száműzték Libériuszt, Constantius az archidiakónusi tisztségből emelte Félixet a pápai székbe.
Sem a klérus sem a római nép nem akarta II. Félixet a trónon látni. Így a császár udvarából három arianista püspök szentelte fel. Már uralkodásának kezdetén sem tisztelték, ugyanis korábban ígéretet tett, hogy nem fog engedelmeskedni a császár nyomásának, és nem lesz pápa. Több zsinatot is tartott, amelyen egyházába beengedte az arianizmus követőit is. A római nép egyre gyakrabban zúgolódott ellene, és amikor 357-ben a császári udvarban befolyásos római hölgyek egy csoportja érkezett panaszaival, II. Constantius kiadta a 3. sirmiumi formulát, amely alapján Libériusz pápa visszatérhetett száműzetéséből. Ebben az állt, hogy a két püspöknek egymást elismerve, egyszerre kell irányítaniuk a keresztény egyházat. Ezt a szerződést elfogadta Libériusz is. Azonban amint Rómába ért az elűzött pápa 358-ban, olyan üdvrivalgás futott végig a városon, hogy Félix úgy döntött lemond tisztségéről, és elmenekül a városból. A krónikák többet nem is írtak a sikertelen ellenpápáról, mindössze annyit lehet tudni, hogy Porto melletti birtokán élt egészen 365-ig, haláláig.
A hatodik századtól kezdve pápaként tisztelték, és miután szarkofágját felnyitották, a vértanúk közé is felvették nevét. A szarkofágba ugyanis a következő volt belevésve: Félix pápa és  vértanú. Csak később derült fény az igazságra, és mivel valószínűleg a császár papjai temették el, ezért volt félrevezető a felirat. Ünnepét július 22-én tartják.